# Aquilops
Aquilops – rodzaj wymarłego dinozaura, ceratopsa z grupy neoceratopsów (Neoceratopsia).

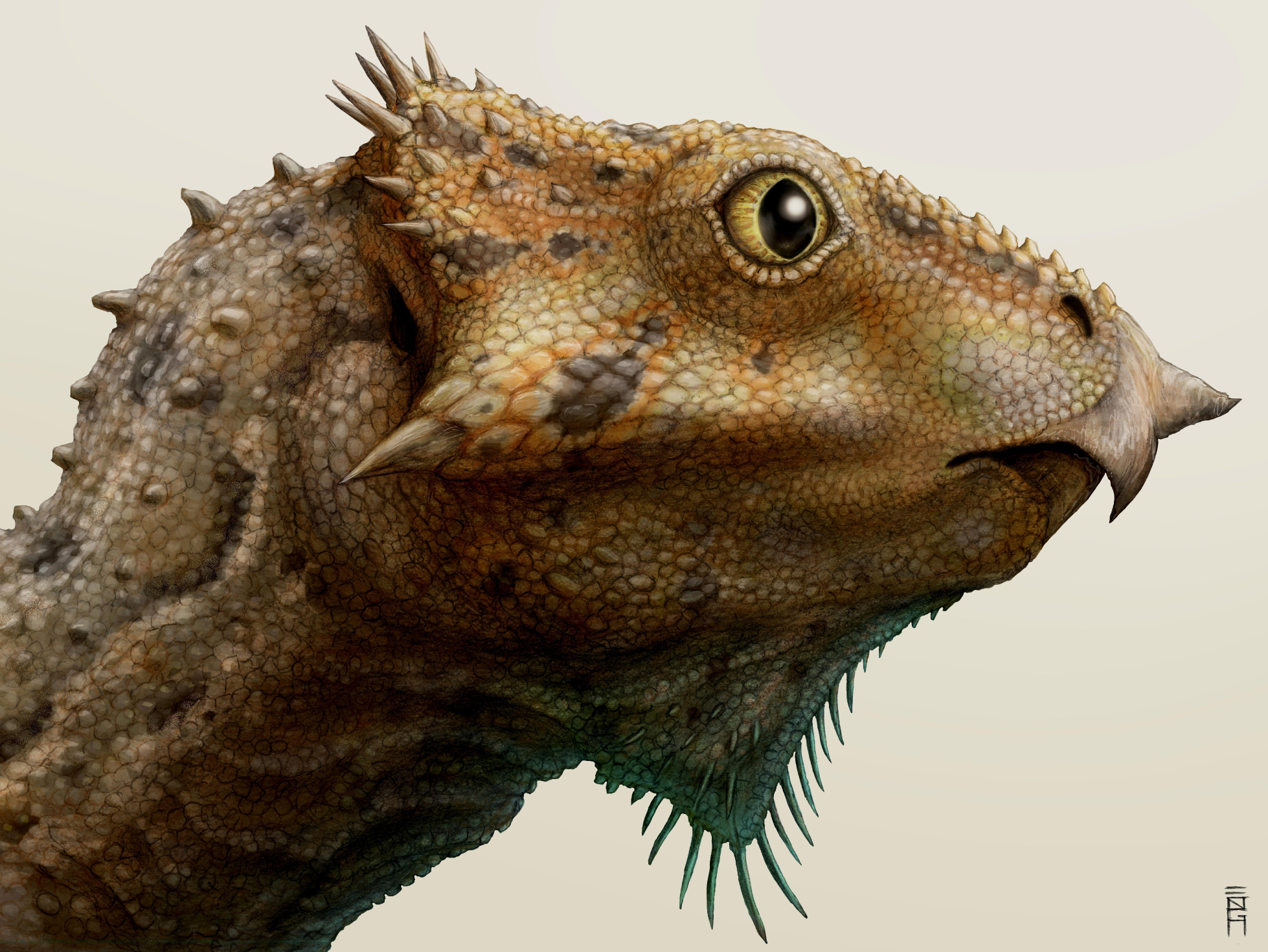
Rekonstrukcja

Skamieniałości dinozaura znaleziono w hrabstwie Carbon na południu stanu Montana w Stanach Zjednoczonych (współrzędne 45°N 109°W). Szczątki spoczywały wśród skał formacji Cloverly, powstałej między 109 a 104 milionami lat temu, a więc w środkowym bądź późnym albie. Należała do nich czaszka, o długości 84 cm, jak na ceratopsa względnie mała (później oznaczona jako OMNH 34557 i wskazana jako holotyp nowego rodzaju).
Badania ujawniły autapomorfie, wśród których Farke i inni (2015) wyszczególniają silnie zakrzywiony dziób kostny z guzkiem kostnym w linii pośrodkowej oraz wydłużony i ostro zakończony dół przedoczodołowy. Dzięki temu badacze mogli utworzyć nowy rodzaj, nazwany przez nich Aquilops. Źródłosłów nazwa ta czerpie z języków klasycznych: aquila oznacza po łacinie orła, zaś ὤψ (ōps) to w starożytnej grece twarz. Badacze odnieśli się w ten sposób do dzioba zwierzęcia. W rodzaju umieszczono pojedynczy gatunek nazwany Aquilops americanus. Epitet gatunkowy bierze się również z łaciny i oznacza „amerykański”. Analiza filogenetyczna wskazała, że należy on do zróżnicowanej grupy Neoceratopsia, zdefiniowanej przez Paula Sereno jako obejmujący wszystkie taksony bliższe triceratopsowi niż psitakozaurowi, jako jeden z bazalnych przedstawicieli tego kladu. Czyni to rodzaj Aquilops pierwszym odkrytym wczesnokredowym neoceratopsem kontynentu północnoamerykańskiego zachowanym na tyle dobrze, by można było mówić o konkretnym gatunku, i najwcześniejszym przedstawicielem tego kladu w Ameryce Północnej.
Rodzaju Aquilops nie zaliczono do żadnej rodziny. Jako jego bliskich krewnych wskazano rodzaje Auroraceratops i Liaoceratops (aczkolwiek przedstawiony przez autorów kladogram przedstawia rodzaj Aquilops jako grupę siostrzaną kladu tworzonego przez rodzaje Auroraceratops, Yamaceratops i ceratopsy bardziej zaawansowane biologicznie, natomiast rodzaj Liaoceratops stanowi kolejną po rodzaju Aquilops grupę zewnętrzną). Farke et al. zauważają, że oba te taksony żyły w Azji. Rodzi to pewien problem w związku z amerykańskim pochodzeniem rodzaju Aquilops. Rodzaj ten prawdopodobnie powstał na skutek dyspersji dinozaurów rogatych przybyłych 113–105 milionów lat temu z Azji na kontynent północnoamerykański raczej przez Beringię, niż przez wyspy Europy, gdzie nie znaleziono wczesnokredowych ceratopsów.
Autorzy opracowali następujący kladogram (uproszczono):
|  | Koreaceratops                                                      |
|  |                                                                    |
|  | \| \| Leptoceratopsidae \| \| \| \| \| \| Coronosauria \| \| \| \| |
|  |                                                                    |
|  | Leptoceratopsidae                                                  |
|  |                                                                    |
|  | Coronosauria                                                       |
|  |                                                                    |

|  | Leptoceratopsidae |
|  |                   |
|  | Coronosauria      |
|  |                   |

|  | Koreaceratops                                                      |
|  |                                                                    |
|  | \| \| Leptoceratopsidae \| \| \| \| \| \| Coronosauria \| \| \| \| |
|  |                                                                    |
|  | Leptoceratopsidae                                                  |
|  |                                                                    |
|  | Coronosauria                                                       |
|  |                                                                    |

|  | Leptoceratopsidae |
|  |                   |
|  | Coronosauria      |
|  |                   |

|  | Koreaceratops                                                      |
|  |                                                                    |
|  | \| \| Leptoceratopsidae \| \| \| \| \| \| Coronosauria \| \| \| \| |
|  |                                                                    |
|  | Leptoceratopsidae                                                  |
|  |                                                                    |
|  | Coronosauria                                                       |
|  |                                                                    |

|  | Leptoceratopsidae |
|  |                   |
|  | Coronosauria      |
|  |                   |

|  | Koreaceratops                                                      |
|  |                                                                    |
|  | \| \| Leptoceratopsidae \| \| \| \| \| \| Coronosauria \| \| \| \| |
|  |                                                                    |
|  | Leptoceratopsidae                                                  |
|  |                                                                    |
|  | Coronosauria                                                       |
|  |                                                                    |

|  | Leptoceratopsidae |
|  |                   |
|  | Coronosauria      |
|  |                   |

|  | Koreaceratops                                                      |
|  |                                                                    |
|  | \| \| Leptoceratopsidae \| \| \| \| \| \| Coronosauria \| \| \| \| |
|  |                                                                    |
|  | Leptoceratopsidae                                                  |
|  |                                                                    |
|  | Coronosauria                                                       |
|  |                                                                    |

|  | Leptoceratopsidae |
|  |                   |
|  | Coronosauria      |
|  |                   |

|  | Koreaceratops                                                      |
|  |                                                                    |
|  | \| \| Leptoceratopsidae \| \| \| \| \| \| Coronosauria \| \| \| \| |
|  |                                                                    |
|  | Leptoceratopsidae                                                  |
|  |                                                                    |
|  | Coronosauria                                                       |
|  |                                                                    |

|  | Leptoceratopsidae |
|  |                   |
|  | Coronosauria      |
|  |                   |

|  | Koreaceratops                                                      |
|  |                                                                    |
|  | \| \| Leptoceratopsidae \| \| \| \| \| \| Coronosauria \| \| \| \| |
|  |                                                                    |
|  | Leptoceratopsidae                                                  |
|  |                                                                    |
|  | Coronosauria                                                       |
|  |                                                                    |

|  | Leptoceratopsidae |
|  |                   |
|  | Coronosauria      |
|  |                   |

|  | Koreaceratops                                                      |
|  |                                                                    |
|  | \| \| Leptoceratopsidae \| \| \| \| \| \| Coronosauria \| \| \| \| |
|  |                                                                    |
|  | Leptoceratopsidae                                                  |
|  |                                                                    |
|  | Coronosauria                                                       |
|  |                                                                    |

|  | Leptoceratopsidae |
|  |                   |
|  | Coronosauria      |
|  |                   |

|  | Koreaceratops                                                      |
|  |                                                                    |
|  | \| \| Leptoceratopsidae \| \| \| \| \| \| Coronosauria \| \| \| \| |
|  |                                                                    |
|  | Leptoceratopsidae                                                  |
|  |                                                                    |
|  | Coronosauria                                                       |
|  |                                                                    |

|  | Leptoceratopsidae |
|  |                   |
|  | Coronosauria      |
|  |                   |

|  | Koreaceratops                                                      |
|  |                                                                    |
|  | \| \| Leptoceratopsidae \| \| \| \| \| \| Coronosauria \| \| \| \| |
|  |                                                                    |
|  | Leptoceratopsidae                                                  |
|  |                                                                    |
|  | Coronosauria                                                       |
|  |                                                                    |

|  | Leptoceratopsidae |
|  |                   |
|  | Coronosauria      |
|  |                   |

|  | Koreaceratops                                                      |
|  |                                                                    |
|  | \| \| Leptoceratopsidae \| \| \| \| \| \| Coronosauria \| \| \| \| |
|  |                                                                    |
|  | Leptoceratopsidae                                                  |
|  |                                                                    |
|  | Coronosauria                                                       |
|  |                                                                    |

|  | Leptoceratopsidae |
|  |                   |
|  | Coronosauria      |
|  |                   |

|  | Koreaceratops                                                      |
|  |                                                                    |
|  | \| \| Leptoceratopsidae \| \| \| \| \| \| Coronosauria \| \| \| \| |
|  |                                                                    |
|  | Leptoceratopsidae                                                  |
|  |                                                                    |
|  | Coronosauria                                                       |
|  |                                                                    |

|  | Leptoceratopsidae |
|  |                   |
|  | Coronosauria      |
|  |                   |

|  | Koreaceratops                                                      |
|  |                                                                    |
|  | \| \| Leptoceratopsidae \| \| \| \| \| \| Coronosauria \| \| \| \| |
|  |                                                                    |
|  | Leptoceratopsidae                                                  |
|  |                                                                    |
|  | Coronosauria                                                       |
|  |                                                                    |

|  | Leptoceratopsidae |
|  |                   |
|  | Coronosauria      |
|  |                   |

|  | Koreaceratops                                                      |
|  |                                                                    |
|  | \| \| Leptoceratopsidae \| \| \| \| \| \| Coronosauria \| \| \| \| |
|  |                                                                    |
|  | Leptoceratopsidae                                                  |
|  |                                                                    |
|  | Coronosauria                                                       |
|  |                                                                    |

|  | Leptoceratopsidae |
|  |                   |
|  | Coronosauria      |
|  |                   |

|  | Koreaceratops                                                      |
|  |                                                                    |
|  | \| \| Leptoceratopsidae \| \| \| \| \| \| Coronosauria \| \| \| \| |
|  |                                                                    |
|  | Leptoceratopsidae                                                  |
|  |                                                                    |
|  | Coronosauria                                                       |
|  |                                                                    |

|  | Leptoceratopsidae |
|  |                   |
|  | Coronosauria      |
|  |                   |

|  | Koreaceratops                                                      |
|  |                                                                    |
|  | \| \| Leptoceratopsidae \| \| \| \| \| \| Coronosauria \| \| \| \| |
|  |                                                                    |
|  | Leptoceratopsidae                                                  |
|  |                                                                    |
|  | Coronosauria                                                       |
|  |                                                                    |

|  | Leptoceratopsidae |
|  |                   |
|  | Coronosauria      |
|  |                   |